# Meinertellidae
Meinertellidae (лат.) — одно из двух ныне существующих семейств в отряде древнечелюстных (Archaeognatha). От махилид отличаются редуцированными стернитами брюшных сегментов, отсутствием чешуек на голове, максиллярных щупиках и конечностях и наличием не более чем одной пары втяжных пузырьков на брюшке. Включает около 160 современных видов составе 17 родов и одного подсемейства. Семейство характерно в основном для Южного полушария. 

## Палеонтология
Древнейшие представители найдены в раннемеловом ливанском янтаре. Известны также из доминиканского янтаря.